# Marrucinos
Los marrucinos (latín, marrucini) fue un pueblo del centro de Italia que habitaba las tierras al sur del río Aterno, entre los Apeninos y el Mar Adriático. Tenían en el norte a los vestinos (separados por el Aterno), al sur a los frentanos (probablemente separados por el río Foro) y al oeste las montañas que los separaban de los pelignos.
Eran de origen sabino y estaban emparentados con los marsos.
Aparecen en la historia como pueblo independiente aliado a los marsos, pelignos y vestinos con los que probablemente formaban una liga de defensa mutua. El 311 a. C. se aliaron a los samnitas, mientras sus aliados permanecieron neutrales, e iniciaron hostilidades con Roma que en este año asedió una ciudad llamada Pollitium, totalmente desconocida hasta ahora. En el 308 a. C. los pelignos y marsos entran también en guerra con Roma, pero en el 304 a. C. junto a marsos y pelignos pidieron la paz a los romanos y obtuvieron una alianza en términos favorables. Desde entonces fueron fieles aliados romanos y sirvieron como auxiliares a sus ejércitos.
Durante la segunda guerra púnica demostraron la lealtad, y permanecieron junto a Roma aunque el país fue cruzado por Aníbal, y reclutaron una fuerza auxiliar que luchó con Escipión el Africano en África.
En la guerra Social estuvieron al lado de los marsos y pelignos. Herius Asinius, al que Tito Livio menciona como "praetor Marrucinorum", y que era uno de los jefes de los confederados italianos, murió en una de las batallas entre Cayo Mario y los marsos. Derrotados el 89 a. C., su territorio fue asolado por Publio Sulpicio Rufo, lugarteniente de Cneo Pompeyo Estrabón, y después sometidos por el mismo Pompeyo.
Tras la guerra Social, los marrucinos, al igual que todos los demás itálicos, lograron obtener la plena ciudadanía romana a través de la Lex Plautia Papiria, volviéndose definitivamente parte integrante de la Italia romana.
Augusto incluyó el territorio a la Regio IV Samnium de Italia, junto con los vestinos.
El territorio de los marrucini (ager Marrucinus) era reducido pero fértil y producía vino y grano en abundancia, así como fruta y vegetales.
La principal ciudad era Chieti (Chieti), el territorio municipal de la que parece que abarcó todo el territorio de los marrucinos. Otra ciudad fue Interpromium, en la vía Valeria, pero era solo un vicus; Aternum (Pescara), en la desembocadura del Aterno, la utilizaban de puerto pero pertenecía a los vestinos.

## Idioma
Se conoce algo del idioma marrucino a partir de una inscripción conocida como el Bronce de Rapino o Tabula Rapinensis, que pertenece a mediados del siglo III a. C. Está escrita en alfabeto latino, pero en un dialecto del idioma osco. El nombre de la tribu o ciudad que nos da es touta marouca, y menciona también una ciudadela con el epíteto de tarincris. Varios de sus rasgos lingüísticos, tanto en el vocabulario y en la sintaxis, son de considerable interés para el estudioso del latín o la gramática latina (por ejemplo, el uso del subjuntivo, sin ninguna conjunción, para manifestar propósito, una cláusula de prescripción de un sacrificio a Ceres siendo seguido inmediatamente por parc si ut sit propitia). 
La forma del nombre es de considerable interés, ya que muestra el sufijo -NO- superpuesto sobre el sufijo -CO -, un cambio que probablemente indica una conquista de una antigua tribu por los sabinos.